# グアノシン-3',5'-ビスピロリン酸-3'-ジホスファターゼ
グアノシン-3',5'-ビスピロリン酸-3'-ジホスファターゼ(Guanosine-3',5'-bis(diphosphate) 3'-diphosphatase、EC 3.1.7.2)は、以下の化学反応を触媒する酵素である。
グアノシン-3',5'-ビスピロリン酸 + 水{\displaystyle \rightleftharpoons }グアノシン-5'-ピロリン酸 + 二リン酸
従って、この酵素の基質はグアノシン-3',5'-ビスピロリン酸と水の2つ、生成物はグアノシン-5'-ピロリン酸と二リン酸の2つである。
この酵素は加水分解酵素、特に二リン酸モノエステル加水分解酵素に分類される。系統名は、グアノシン-3',5'-ビスピロリン酸 3'-ジホスホヒドロラーゼ (イソツベルクロシノール形成)(guanosine-3',5'-bis(diphosphate) 3'-diphosphohydrolase)である。他に、guanosine-3',5'-bis(diphosphate) 3'-pyrophosphatase、PpGpp-3'-pyrophosphohydrolase、PpGpp phosphohydrolase等とも呼ばれる。この酵素はプリン代謝に関与している。

## 構造
2007年末時点で、1つの構造が解明されている。蛋白質構造データバンクのコードは、1VJ7である。